# Liste der Kulturdenkmäler in Hamburg-Nienstedten
Die Liste der Kulturdenkmäler in Hamburg-Nienstedten enthält die in der Denkmalliste ausgewiesenen Denkmäler auf dem Gebiet des Stadtteils Nienstedten der Freien und Hansestadt Hamburg.
Basis ist der Datensatz Denkmalliste Hamburg auf dem Transparenzportal Hamburg. Dieser enthält alle Objekte, die rechtskräftig nach dem Hamburger Denkmalschutzgesetz vom 5. April 2013 unter Denkmalschutz stehen (§ 6 Abs. 1 DSchG HA) oder zumindest zeitweise standen. Die Denkmalliste steht auch als PDF-Dokument zur Verfügung. Alle Denkmäler in Nienstedten, die schon nach dem Denkmalschutzgesetz vom 3. Dezember 1973, zuletzt geändert am 27. November 2007, unter Denkmalschutz standen, sind auch auf der Liste der Kulturdenkmäler im Hamburger Bezirk Altona zu finden.

## Legende
- ID: Gibt die vom Denkmalschutzamt Hamburg vergebene Objekt-ID (Identifikationsnummer) des Kulturdenkmals an, (in Klammern gegebenenfalls die Denkmalnummer nach altem Denkmalschutzgesetz).
- Adresse: Nennt den Straßennamen und, wenn vorhanden, die Hausnummer des Kulturdenkmals. Die Grundsortierung der Liste erfolgt nach dieser Adresse.
- Art: Zeigt an, ob es ein Objekt („O“) oder ein Ensemble („E“) ist.
- Datierung: Gibt die Datierung an; das Jahr der Fertigstellung bzw. den Zeitraum der Errichtung.
- Ensemble: Gibt die Nummer des Ensembles an, zu der das Objekt gehört, bzw. bei Ensembles die Nummer des Ensembles selbst.

Hinweis: Die Grundsortierung der Liste erfolgt nach der Adresse und ist alternativ nach ID, Art (Objekt oder Ensemble), Typ, Datierung, Entwurf oder Kurzbeschreibung sortierbar.

| ID                | Adresse | Art | Typ | Kurzbeschreibung | Datierung                                                                                              | Entwurf | Ensemble | Bild |
| ----------------- | --- | --- | --- | --- | --- | --- | -------- | --- |
| 16476             | Am Hirschpark 2 (Lage) | O   | Wohnhaus                                                                                                | | 1789, vor                                                                                              | |          | |
| 30482             | Am Internationalen Seegerichtshof 22, 24, Kanzleistraße 2, 4, 4a (Lage) | E   | | Am Internationalen Seegerichtshof / Kanzleistraße | | | 30482    | |
| 13451 (1621)      | Am Internationalen Seegerichtshof 22 (Lage) | O   | Etagenhaus                                                                                              | | 1890er Jahre                                                                                           | | 30482    | |
| 16529 (1621)      | Am Internationalen Seegerichtshof 24 (Lage) | O   | Wohnhaus                                                                                                | | 1890er Jahre                                                                                           | | 30482    | |
| 30437             | Baron-Voght-Straße 19, 19a, 19b, 19c, 21 (Lage) | E   | | Baron-Voght-Straße 19-21 | | | 30437    | BW |
| 17046 (440)       | Baron-Voght-Straße 19 (Lage) | O   | Villa                                                                                                   | | 1840/41; 1895 (Erweiterung)                                                                            | Forsmann, Franz Gustav (Entwurf)/Hopfeldt, Johann Heinrich (Detaillierung/Ausführung); Haller, Martin (Erweiterung 1895) | 30437    | |
| 16502             | Baron-Voght-Straße 19a (Lage) | O   | Gärtnerhaus                                                                                             | | 1840/41                                                                                                | Hopfeldt, Johann Heinrich                                                                                                | 30437    | BW |
| 16501             | Baron-Voght-Straße 19b (Lage) | O   | Wohnhaus                                                                                                | | 1875, um                                                                                               | | 30437    | BW |
| 16500             | Baron-Voght-Straße 19c (Lage) | O   | Kutscherhaus/Remise/Stall; Wohnhaus (nach Umnutzung)                                                    | | 19. Jh., Mitte; 20. Jh. (Erweiterung)                                                                  | Hopfeldt, Johann Heinrich                                                                                                | 30437    | BW |
| 16956             | Baron-Voght-Straße 21 (Lage) | O   | Landhaus; Garten; Einfriedung                                                                           | Villa Eichberghaus | 1903                                                                                                   | Dorn, Ernst Paul | 30437    | BW |
| 17045 (279)       | Baron-Voght-Straße 27 (Lage) | O   | Gartenhaus                                                                                              | | 1795                                                                                                   | |          | |
| 30392             | Baron-Voght-Straße 52, 53, 54, 56, 57, 58, 59, 59a, 59b, 60, 61, 62, 63, 63a, 64, 66, 68, 70, 72, 73a, 73b, 73c, 73d, 73e, 73f, 75a, 75b, 77a, 77b, 77c, 77d, 77e, 77f, 77g, 89a, 89b, 89c, 89d, 89e, 89f, 89g, 89h, 89i, 89j, o.Nr., Jürgensallee 73, 75, 77, 79, 81, 83, 85, 87, 89, 91, 93, 95, 100, 102, 104, 106, 108, 112, 114, 116, 118, 120, 122, 124, o.Nr., Quellental 36, o.Nr., westlich von Nr. 36 (Lage) | E   | | Kanzleigut Flottbek Baron-Voght-Straße / Jürgensallee | | | 30392    | [[Vorlage:Bilderwunsch/code!/C:53.55502,9.86152!/D:Baron-Voght-Straße 52, 53, 54, 56, 57, 58, 59, 59a, 59b, 60, 61, 62, 63, 63a, 64, 66, 68, 70, 72, 73a, 73b, 73c, 73d, 73e, 73f, 75a, 75b, 77a, 77b, 77c, 77d, 77e, 77f, 77g, 89a, 89b, 89c, 89d, 89e, 89f, 89g, 89h, 89i, 89j, o.Nr., Jürgensallee 73, 75, 77, 79, 81, 83, 85, 87, 89, 91, 93, 95, 100, 102, 104, 106, 108, 112, 114, 116, 118, 120, 122, 124, o.Nr., Quellental 36, o.Nr., westlich von Nr. 36!/\|BW]] |
| 17044 (402)       | Baron-Voght-Straße 53 (Lage) | O   | Landhaus                                                                                                | | 1828                                                                                                   | Nicht ermittelbar | 30392    | |
| 17043 (467)       | Baron-Voght-Straße 57 (Lage) | O   | Wohnhaus/Gartenhaus                                                                                     | | 18. Jh., 1. Hälfte                                                                                     | Nicht ermittelbar | 30392    | |
| 17041 (467)       | Baron-Voght-Straße 59, 59a, 59b (Lage) | O   | Stallgebäude                                                                                            | | 18. Jh. (vor 1786); 1992 (Wiederherstellung)                                                           | Nicht ermittelbar | 30392    | |
| 17028 (467)       | Baron-Voght-Straße 61 (Lage) | O   | Wohnhaus/Gartenhaus                                                                                     | | 18. Jh.                                                                                                | Nicht ermittelbar | 30392    | BW |
| 17042 (280)       | Baron-Voght-Straße 63, 63a (Lage) | O   | Landhaus                                                                                                | Landhaus Voght | 1794/97; 1798 (Erweiterung)                                                                            | Arens, Johann August | 30392    | |
| 17533 (839)       | Baron-Voght-Straße 73a, 73b, 73c, 73d, 73e, 73f, 75a, 75b (Lage) | O   | Wohnwirtschaftsgebäude (Wirtschaftsgebäude mit Wohnteil)                                                | | 1800, um                                                                                               | Nicht ermittelt | 30392    | |
| 19023             | Baron-Voght-Straße 77a (Lage) | O   | Reihenhaus                                                                                              | | 2010, um                                                                                               | Nicht ermittelt | 30392    | BW |
| 19024             | Baron-Voght-Straße 77b (Lage) | O   | Reihenhaus                                                                                              | | 2010, um                                                                                               | Nicht ermittelt | 30392    | BW |
| 19025             | Baron-Voght-Straße 77c (Lage) | O   | Reihenhaus                                                                                              | | 2010, um                                                                                               | Nicht ermittelt | 30392    | BW |
| 19026             | Baron-Voght-Straße 77d (Lage) | O   | Reihenhaus                                                                                              | | 2010, um                                                                                               | Nicht ermittelt | 30392    | BW |
| 19027             | Baron-Voght-Straße 77e (Lage) | O   | Reihenhaus                                                                                              | | 2010, um                                                                                               | Nicht ermittelt | 30392    | BW |
| 19076             | Baron-Voght-Straße 77f (Lage) | O   | Reihenhaus                                                                                              | | 2010, um                                                                                               | Nicht ermittelt | 30392    | BW |
| 19028             | Baron-Voght-Straße 77g (Lage) | O   | Reihenhaus                                                                                              | | 2010, um                                                                                               | Nicht ermittelt | 30392    | BW |
| 17383 (838)       | Baron-Voght-Straße 89a (Lage) | O   | Reihenhaus                                                                                              | | 1990, um                                                                                               | Nicht ermittelt | 30392    | BW |
| 17528 (838)       | Baron-Voght-Straße 89b (Lage) | O   | Reihenhaus                                                                                              | | 1990, um                                                                                               | Nicht ermittelt | 30392    | BW |
| 13450 (838)       | Baron-Voght-Straße 89c (Lage) | O   | Reihenhaus                                                                                              | | 1990, um                                                                                               | Nicht ermittelt | 30392    | BW |
| 16631 (838)       | Baron-Voght-Straße 89d (Lage) | O   | Reihenhaus                                                                                              | | 1990, um                                                                                               | Nicht ermittelt | 30392    | BW |
| 16630 (838)       | Baron-Voght-Straße 89e (Lage) | O   | Reihenhaus                                                                                              | | 1990, um                                                                                               | Nicht ermittelt | 30392    | BW |
| 16629 (838)       | Baron-Voght-Straße 89f (Lage) | O   | Reihenhaus                                                                                              | | 1990, um                                                                                               | Nicht ermittelt | 30392    | BW |
| 16628 (838)       | Baron-Voght-Straße 89g (Lage) | O   | Reihenhaus                                                                                              | | 1990, um                                                                                               | Nicht ermittelt | 30392    | BW |
| 16627 (838)       | Baron-Voght-Straße 89h (Lage) | O   | Reihenhaus                                                                                              | | 1990, um                                                                                               | Nicht ermittelt | 30392    | BW |
| 16626 (838)       | Baron-Voght-Straße 89i (Lage) | O   | Reihenhaus                                                                                              | | 1990, um                                                                                               | Nicht ermittelt | 30392    | BW |
| 16625 (838)       | Baron-Voght-Straße 89j (Lage) | O   | Reihenhaus                                                                                              | | 1990, um                                                                                               | Nicht ermittelt | 30392    | BW |
| 16976             | Baron-Voght-Straße o.Nr., Jürgensallee o.Nr., Quellental o.Nr. (Lage) | O   | Gutsgelände (historisch geprägte Flächen)                                                               | Kanzleigut Voght (westlicher Teil) | 18. Jh.-20. Jh.                                                                                        | | 30392    | BW |
| 30435             | Beim Elbkurhaus 1, 2, 3, 3a, 4, 5, 6, 7, 8, 9, 10, 11, 12, 13, 14, 15, 16, 17, 17a, 18, 19, 20 (Lage) | E   | | Beim Elbkurhaus 1-20 | | | 30435    | BW |
| 16953             | Beim Elbkurhaus 1 (Lage) | O   | Reihenhaus                                                                                              | | 1955                                                                                                   | Pinnau, Cäsar | 30435    | BW |
| 17514             | Beim Elbkurhaus 2 (Lage) | O   | Reihenhaus                                                                                              | | 1955                                                                                                   | Pinnau, Cäsar | 30435    | BW |
| 17513             | Beim Elbkurhaus 3 (Lage) | O   | Reihenhaus                                                                                              | | 1955                                                                                                   | Pinnau, Cäsar | 30435    | BW |
| 16948             | Beim Elbkurhaus 3a (Lage) | O   | Pumpstation                                                                                             | | 1955                                                                                                   | Pinnau, Cäsar | 30435    | BW |
| 17512             | Beim Elbkurhaus 4 (Lage) | O   | Reihenhaus                                                                                              | | 1955                                                                                                   | Pinnau, Cäsar | 30435    | BW |
| 17511             | Beim Elbkurhaus 5 (Lage) | O   | Reihenhaus                                                                                              | | 1955                                                                                                   | Pinnau, Cäsar | 30435    | BW |
| 17510             | Beim Elbkurhaus 6 (Lage) | O   | Reihenhaus                                                                                              | | 1955                                                                                                   | Pinnau, Cäsar | 30435    | BW |
| 17509             | Beim Elbkurhaus 7 (Lage) | O   | Reihenhaus                                                                                              | | 1955                                                                                                   | Pinnau, Cäsar | 30435    | BW |
| 17508             | Beim Elbkurhaus 8 (Lage) | O   | Reihenhaus                                                                                              | | 1955                                                                                                   | Pinnau, Cäsar | 30435    | BW |
| 17507             | Beim Elbkurhaus 9 (Lage) | O   | Reihenhaus                                                                                              | | 1955                                                                                                   | Pinnau, Cäsar | 30435    | BW |
| 17506             | Beim Elbkurhaus 10 (Lage) | O   | Reihenhaus                                                                                              | | 1955                                                                                                   | Pinnau, Cäsar | 30435    | BW |
| 17505             | Beim Elbkurhaus 11 (Lage) | O   | Reihenhaus                                                                                              | | 1955                                                                                                   | Pinnau, Cäsar | 30435    | BW |
| 17504             | Beim Elbkurhaus 12 (Lage) | O   | Reihenhaus                                                                                              | | 1955                                                                                                   | Pinnau, Cäsar | 30435    | BW |
| 16477             | Beim Elbkurhaus 13 (Lage) | O   | Reihenhaus                                                                                              | | 1955                                                                                                   | Pinnau, Cäsar | 30435    | BW |
| 16479             | Beim Elbkurhaus 14 (Lage) | O   | Reihenhaus                                                                                              | | 1955                                                                                                   | Pinnau, Cäsar | 30435    | BW |
| 17517             | Beim Elbkurhaus 15 (Lage) | O   | Reihenhaus                                                                                              | | 1955                                                                                                   | Pinnau, Cäsar | 30435    | BW |
| 16490             | Beim Elbkurhaus 16 (Lage) | O   | Reihenhaus                                                                                              | | 1955                                                                                                   | Pinnau, Cäsar | 30435    | BW |
| 16489             | Beim Elbkurhaus 17 (Lage) | O   | Reihenhaus                                                                                              | | 1955                                                                                                   | Pinnau, Cäsar | 30435    | BW |
| 16488             | Beim Elbkurhaus 17a (Lage) | O   | Reihenhaus                                                                                              | | 1955                                                                                                   | Pinnau, Cäsar | 30435    | BW |
| 16487             | Beim Elbkurhaus 18 (Lage) | O   | Reihenhaus                                                                                              | | 1955                                                                                                   | Pinnau, Cäsar | 30435    | BW |
| 16486             | Beim Elbkurhaus 19 (Lage) | O   | Reihenhaus                                                                                              | | 1955                                                                                                   | Pinnau, Cäsar | 30435    | BW |
| 16485             | Beim Elbkurhaus 20 (Lage) | O   | Reihenhaus                                                                                              | | 1955                                                                                                   | Pinnau, Cäsar | 30435    | BW |
| 30434             | Christian-F.-Hansen-Straße 1, Elbchaussee 354, 356, 358, 360, 362 (Lage) | E   | | Elbchaussee 354-362, Christian-F.-Hansen-Straße 1 | | | 30434    | BW |
| 29120 (1112)      | Christian-F.-Hansen-Straße 1 (Lage) | O   | Remise                                                                                                  | | 19. Jh., spätes                                                                                        | Nicht ermittelt | 30434    | BW |
| 30433             | Christian-F.-Hansen-Straße 2, 2a, o.Nr., Elbchaussee 352 (Lage) | E   | | Wesselhoeftpark / Landhaus Wesselhoeft | | | 30433    | BW |
| 16484 (312)       | Christian-F.-Hansen-Straße 2, 2a (Lage) | O   | Wohngebäude                                                                                             | | 1970/75, um                                                                                            | | 30433    | BW |
| 30429             | Christian-F.-Hansen-Straße 19, Elbchaussee 368, 374 (Lage) | E   | | Elbschloßbrauerei | | | 30429    | BW |
| 17039 (1108, 167) | Christian-F.-Hansen-Straße 19 (Lage) | O   | Landhaus                                                                                                | Landhaus Baur, auch „Elbschlösschen“ genannt | 1804/06                                                                                                | Hansen, Christian F. | 30429    | |
| 17530 (312)       | Christian-F.-Hansen-Straße o.Nr. (Lage) | O   | Park; Teich; Einfriedung                                                                                | Wesselhoeftpark | 1825/26                                                                                                | | 30433    | BW |
| 16954             | Conzestraße 1 (Lage) | O   | Villa                                                                                                   | | 1923/24                                                                                                | Zöllner, Karl; Kuöhl, Richard (Innenausstattung)                                                                         |          | BW |
| 29413             | Eichendorffstraße 11 (Lage) | O   | Wohnhaus                                                                                                | Wohnhaus mit Einfriedung zur Straße | 1935                                                                                                   | Baedeker, Walther & Hermann, Carl                                                                                        |          | BW |
| 29403             | Eichendorffstraße 21 (Lage) | O   | Landhaus                                                                                                | | 1909                                                                                                   | Jacob & Ameis (Jacob, Alfred/Ameis, Otto)                                                                                |          | BW |
| 30430             | Elbchaussee 336, 338 (Lage) | E   | | Elbchaussee 336, 338 | | | 30430    | BW |
| 16937             | Elbchaussee 336 (Lage) | O   | Villa; Einfriedung                                                                                      | | 1903; 1898, vor (vermutl.)                                                                             | | 30430    | BW |
| 16936             | Elbchaussee 338 (Lage) | O   | Wohnhaus; Remise; Einfriedung                                                                           | | 1901, vor                                                                                              | | 30430    | BW |
| 16935             | Elbchaussee 344 (Lage) | O   | Fischerhaus (Haushälfte)                                                                                | | 1800, um                                                                                               | |          | BW |
| 16943 (312)       | Elbchaussee 352 (Lage) | O   | Landhaus; Stützmauer (erhaltene Teile)                                                                  | Landhaus Sillem; Landhaus Wesselhoeft | 1825/26                                                                                                | | 30433    | BW |
| 16944 (1112)      | Elbchaussee 354 (Lage) | O   | Villa; Stützmauer                                                                                       | Landhaus Vidal (später Landhaus Schröder) | 1890                                                                                                   | Petersen & Ehrich (Petersen, Albert/Ehrich, Carl)                                                                        | 30434    | BW |
| 29121             | Elbchaussee 356 (Lage) | O   | Mehrfamilienhaus                                                                                        | | 2010, um                                                                                               | Nicht ermittelt | 30434    | BW |
| 29122             | Elbchaussee 358 (Lage) | O   | Mehrfamilienhaus                                                                                        | | 2010, um                                                                                               | Nicht ermittelt | 30434    | BW |
| 16934             | Elbchaussee 360 (Lage) | O   | Villa; Einfriedung                                                                                      | | 1902                                                                                                   | Rix, Max | 30434    | BW |
| 17001 (1330)      | Elbchaussee 362 (Lage) | O   | Villa; Einfriedung; Garten                                                                              | | 1902, ca.                                                                                              | | 30434    | BW |
| 17796 (1108)      | Elbchaussee 368 (Lage) | O   | Werksgebäude (Mälzerei)                                                                                 | Elbschloßbrauerei, Mälzerei | 1892                                                                                                   | | 30429    | BW |
| 16932 (1108)      | Elbchaussee 374 (Lage) | O   | Gaststätte (Fassade); Terrasse (Gartenwirtschaft)                                                       | Elbschloßbrauerei, Brauereiausschank | 1890; 1928 (prägender Umbau)                                                                           | Nicht ermittelt; Esselmann & Gerntke (Esselmann, Heinz/Gerntke, Max) (Umbau)                                             | 30429    | BW |
| 29398             | Elbchaussee 386 (Lage) | O   | Villa; Stützmauer; Torpfeiler; Hecke; Garten                                                            | Villa Josepha, niedrige Stützmauer, Torpfeiler, Hecke und Garten | 1872/73                                                                                                | |          | BW |
| 29399 (407)       | Elbchaussee 388 (Lage) | O   | Landhaus; Einfriedung; Mauer; Tor; Hecke                                                                | Landhaus mit Hecke, Einfriedung, Mauer und Tor | 1798                                                                                                   | |          | BW |
| 29411             | Elbchaussee 392 (Lage) | O   | Wohnhaus; Einfriedung; Linden                                                                           | Wohnhaus, Hecke, Einfriedung und vier Linden | 1890, um; 1909, 1937 (An- u. Umbauten)                                                                 | |          | BW |
| 29394             | Elbchaussee 396 (Lage) | O   | Landhaus; Garten (vermutl.)                                                                             | Landhaus und Garten | 1950                                                                                                   | Gühlk & Atmer (Gühlk, Otto/Atmer, Hans)                                                                                  |          | BW |
| 29396             | Elbchaussee 398 (Lage) | O   | Mehrfamilienhaus; Garten (vermutl.)                                                                     | Wohnhaus und Garten | 1951                                                                                                   | Pahlke/Kadereit |          | BW |
| 29393             | Elbchaussee 400 (Lage) | O   | Landhaus; Mauer; Einfriedung                                                                            | Landhaus Brödermann (später Sloman), Landhaus, Mauer und Einfriedung | 1805                                                                                                   | |          | BW |
| 29400 (433)       | Elbchaussee 401 (Lage) | O   | Gasthaus; Garten (mit Linden); Eiskeller                                                                | Gasthaus Louis C. Jacob, Gebäude mit Garten, Linden und Eiskeller | 1765, vor                                                                                              | |          | |
| 30431             | Elbchaussee 406, 408, westlich von Nr. 408 (Lage) | E   | | Kirche St. Nikolai | | | 30431    | BW |
| 16940 (148)       | Elbchaussee 406, 408 (Lage) | O   | Pastorat                                                                                                | | 1887/88                                                                                                | | 30431    | BW |
| 16941 (148)       | Elbchaussee westlich von Nr. 408 (Lage) | O   | Kirche                                                                                                  | Kirche Nienstedten | 1750/51                                                                                                | Müller, Otto Johann | 30431    | |
| 29404             | Elbchaussee 414 (Lage) | O   | Villa; Einfriedung                                                                                      | Villa und Einfriedung | 1923                                                                                                   | Schöss, Paul/Geckler, Max                                                                                                |          | BW |
| 29240             | Elbchaussee 428 (Lage) | O   | Wohngebäude/Stallgebäude                                                                                | Tesdorpf-Brandtsches Gärtnerhaus | 1912; 1954 (Umbau)                                                                                     | Gerson, Hans/Gerson, Oskar                                                                                               |          | BW |
| 16939             | Elbchaussee 433 (Lage) | O   | Einfamilienhaus (mit Garage)                                                                            | | 1955                                                                                                   | Pinnau, Cäsar |          | BW |
| 16946             | Elbchaussee 441 (Lage) | O   | Landhaus                                                                                                | | 1924                                                                                                   | Ascher, Felix |          | |
| 29405             | Elbchaussee 450 (Lage) | O   | Landhaus; Einfriedung                                                                                   | Landhaus und Einfriedung | 1901                                                                                                   | Winkler, Albert |          | BW |
| 16933 (1155)      | Elbchaussee 454 (Lage) | O   | Villa                                                                                                   | | 1914                                                                                                   | Wrage, Wilhelm/Holzapfel                                                                                                 |          | BW |
| 29397             | Elbchaussee 466 (Lage) | O   | Villa; Einfriedung                                                                                      | Villa und Einfriedung | 1909                                                                                                   | Eggerstedt, Heinrich |          | BW |
| 29412             | Elbchaussee 478 (Lage) | O   | Villa; Einfriedung                                                                                      | Villa und Einfriedung | 1900, um                                                                                               | |          | BW |
| 29392 (1279)      | Elbchaussee 486 (Lage) | O   | Villa; Einfriedung; Garten                                                                              | Villa mit parkähnlichem Garten und Einfriedung | 1876 (vermutl.); 1924 (Umbau)                                                                          | Nicht bekannt; Klophaus & Schoch (Klophaus, Rudolf/Schoch, August) (Umbau 1924)                                          |          | BW |
| 16930             | Elbchaussee 498 (Lage) | O   | Landhaus                                                                                                | | 1903                                                                                                   | Puttfarcken & Janda (Puttfarcken, Harry R./Janda, Emil)                                                                  |          | BW |
| 30428             | Elbchaussee 499a, 499b, o.Nr. (Lage) | E   | | Hirschpark / Elbchaussee 499a, 499b | | | 30428    | BW |
| 16938 (1385)      | Elbchaussee 499a (Lage) | O   | Kavalierhaus                                                                                            | Witthüs | 18. Jh.                                                                                                | | 30428    | BW |
| 16931 (1385, 155) | Elbchaussee 499b (Lage) | O   | Landhaus                                                                                                | Landhaus J. C. Godeffroy ("Hirschparkhaus") | 1789/92                                                                                                | Hansen, Christian F. | 30428    | |
| 30432             | Elbchaussee o.Nr., Rupertistraße 37 (Lage) | E   | | Friedhof Nienstedten | | | 30432    | BW |
| 16979 (1385)      | Elbchaussee o.Nr. (Lage) | O   | Park; Tor (Parktor)                                                                                     | Hirschpark | 1790, um;1850, nach                                                                                    | | 30428    | BW |
| 16517             | Elbchaussee o.Nr., Rupertistraße 37 (Lage) | O   | Friedhof [Grabsteine; Grüfte; Kriegerdenkmal; Friedhofskapelle; Torhaus/Wartehalle; Einfriedungen; Tor] | Friedhof Nienstedten | 1814 (Anlegung und erste Bestattungen); 1911 (Torhaus); 1920 (Kriegerdenkmal); 1929 (Friedhofskapelle) | Nicht ermittelt; Luksch, Richard (Kriegerdenkmal); Stoltenberg, Kurt (Friedhofskapelle)                                  | 30432    | BW |
| 29456 (1907)      | Georg-Bonne-Straße 53 (Lage) | O   | Mehrfamilienhaus; Garage                                                                                | Mehrfamilienhaus mit Garage | 1949/50                                                                                                | Stein, Bernhard |          | |
| 16514             | Georg-Bonne-Straße 82 (Lage) | O   | Wohnhaus                                                                                                | | 19. Jh.                                                                                                | |          | BW |
| 29395 (1243)      | Georg-Bonne-Straße 86 (Lage) | O   | Landarbeiterhaus; Zaun                                                                                  | Gebäude und schmiedeeisernen Gartenzaun | 19. Jh., Mitte                                                                                         | |          | |
| 17002 (1061)      | Georg-Bonne-Straße 87 (Lage) | O   | Landarbeiterhaus                                                                                        | | 1865                                                                                                   | |          | BW |
| 30449             | Hasselmannstraße 3, 10, 10a, Sieberlingstraße 6, 7, 10 (Lage) | E   | | Hasselmannstraße / Sieberlingstraße | | | 30449    | BW |
| 16516             | Hasselmannstraße 3 (Lage) | O   | Wohnhaus                                                                                                | | 1907                                                                                                   | | 30449    | BW |
| 16519 (1720)      | Hasselmannstraße 10, 10a (Lage) | O   | Wohnhaus                                                                                                | | 1870er Jahre                                                                                           | | 30449    | |
| 17031 (1306)      | Hasselmannstraße 16 (Lage) | O   | Wohnhaus                                                                                                | | 1898                                                                                                   | |          | |
| 30450             | Hasselmannstraße 18, Nienstedtener Marktplatz 1 (Lage) | E   | | Nienstedtener Marktplatz 1 / Hasselmannstraße 18 | | | 30450    | BW |
| 17035 (717)       | Hasselmannstraße 18 (Lage) | O   | Wohnwirtschaftsgebäude (Fachhallenhaus); u. a.                                                          | Haus Ladiges | 19. Jh.                                                                                                | | 30450    | |
| 17532             | Hirschparkweg 1 (Lage) | O   | Landhaus                                                                                                | Haus Bouncken | 1922/24                                                                                                | Muthesius, Hermann |          | BW |
| 17032 (856)       | Hirschparkweg 5 (Lage) | O   | Wohnhaus                                                                                                | | 1922                                                                                                   | Baedeker, Walther |          | |
| 29902 (1818)      | Humannstraße 2 (Lage) | O   | Villa; Einfriedung                                                                                      | Villa und Einfriedung | 1911                                                                                                   | Gloeckner, Adolf (vermutl.)                                                                                              |          | |
| 17005             | Humannstraße 30 (Lage) | O   | Wohnhaus                                                                                                | | 1913                                                                                                   | Frejtag & Elingius (Frejtag, Leon/Elingius, Erich)                                                                       |          | BW |
| 30481             | In de Bost 6, 6a, 8, 10, 10a, 10b, 12 (Lage) | E   | | In de Bost 10, 10a, 10b | | | 30481    | BW |
| 16511 (730)       | In de Bost 6 (Lage) | O   | Einfamilienhaus                                                                                         | | 1990, um                                                                                               | | 30481    | BW |
| 16510 (730)       | In de Bost 6a (Lage) | O   | Einfamilienhaus                                                                                         | | 1980, um                                                                                               | | 30481    | BW |
| 16509 (730)       | In de Bost 8 (Lage) | O   | Villa                                                                                                   | | 1990, um                                                                                               | | 30481    | BW |
| 29455             | In de Bost 9 (Lage) | O   | Villa                                                                                                   | Villa und Garten | 1922                                                                                                   | Baedeker, Walther |          | BW |
| 16508 (730)       | In de Bost 10 (Lage) | O   | Villa                                                                                                   | | 1922/23                                                                                                | Baedeker, Walther |          | BW |
| 16493 (730)       | In de Bost 10a (Lage) | O   | Stall- und Garagengebäude                                                                               | | 1923                                                                                                   | Baedeker, Walther | 30481    | BW |
| 16506 (730)       | In de Bost 10b (Lage) | O   | Stall- und Garagengebäude                                                                               | | 1923                                                                                                   | Baedeker, Walther | 30481    | BW |
| 16518 (730)       | In de Bost 12 (Lage) | O   | Villa                                                                                                   | | 1990, um                                                                                               | | 30481    | BW |
| 17472             | In de Bost 14 (Lage) | O   | Wohnhaus                                                                                                | | 1935                                                                                                   | Bensel, Kamps & Amsinck (Bensel, Carl Gustav/Kamps, Johann/Amsinck, Heinrich)                                            |          | BW |
| 30448             | In de Bost 21, 23 (Lage) | E   | | In de Bost 21-23 | | | 30448    | BW |
| 17030 (1267)      | In de Bost 21 (Lage) | O   | Landhaus                                                                                                | | 1922                                                                                                   | Baedeker, Walther | 30448    | BW |
| 17015 (1267)      | In de Bost 23 (Lage) | O   | Landhaus                                                                                                | | 1922                                                                                                   | Baedeker, Walther | 30448    | BW |
| 17531             | In de Bost 31 (Lage) | O   | Wohnhaus                                                                                                | | 1937                                                                                                   | Kallmorgen, Werner |          | BW |
| 17047 (313)       | In de Bost 39 (Lage) | O   | Landhaus                                                                                                | Landhaus R. Godeffroy | 1836                                                                                                   | Mee, Arthur Patrick |          | BW |
| 30451             | Jürgensallee 31, 31, Langenhegen 1, 1 (Lage) | E   | | Jürgensallee 31 / Langenhegen 1 | | | 30451    | BW |
| 17038             | Jürgensallee 31, Langenhegen 1 (Lage) | O   | Villa                                                                                                   | | 1900, um                                                                                               | | 30451    | BW |
| 17040             | Jürgensallee 31, Langenhegen 1 (Lage) | O   | Einfriedung                                                                                             | | 1900, um                                                                                               | | 30451    | BW |
| 17013 (1292)      | Jürgensallee 53 (Lage) | O   | Bahnhofsgebäude                                                                                         | Bahnhof Klein Flottbek | 1890er Jahre                                                                                           | |          | |
| 29406 (1711)      | Jürgensallee 60 (Lage) | O   | Wohnhaus                                                                                                | Gebäude mit Einfriedung | 1903                                                                                                   | |          | |
| 17052 (838)       | Jürgensallee 73 (Lage) | O   | Arbeiterwohnhaus, Reihenhaus                                                                            | Instenhäuser | 1832                                                                                                   | Nicht ermittelbar | 30392    | |
| 16524 (838)       | Jürgensallee 75 (Lage) | O   | Arbeiterwohnhaus, Reihenhaus                                                                            | Instenhäuser | 1832                                                                                                   | Nicht ermittelbar | 30392    | |
| 16523 (838)       | Jürgensallee 77 (Lage) | O   | Arbeiterwohnhaus, Reihenhaus                                                                            | Instenhäuser | 1832                                                                                                   | Nicht ermittelbar | 30392    | |
| 16522 (838)       | Jürgensallee 79 (Lage) | O   | Arbeiterwohnhaus, Reihenhaus                                                                            | Instenhäuser | 1832                                                                                                   | Nicht ermittelbar | 30392    | |
| 16521 (838)       | Jürgensallee 81 (Lage) | O   | Arbeiterwohnhaus, Reihenhaus                                                                            | Instenhäuser | 1832                                                                                                   | Nicht ermittelbar | 30392    | |
| 16520 (838)       | Jürgensallee 83 (Lage) | O   | Arbeiterwohnhaus, Reihenhaus                                                                            | Instenhäuser | 1832                                                                                                   | Nicht ermittelbar | 30392    | |
| 16491 (838)       | Jürgensallee 85 (Lage) | O   | Arbeiterwohnhaus, Reihenhaus                                                                            | Instenhäuser | 1832                                                                                                   | Nicht ermittelbar | 30392    | |
| 17515 (838)       | Jürgensallee 87 (Lage) | O   | Arbeiterwohnhaus, Reihenhaus                                                                            | Instenhäuser | 1832                                                                                                   | Nicht ermittelbar | 30392    | |
| 16505 (838)       | Jürgensallee 89 (Lage) | O   | Arbeiterwohnhaus, Reihenhaus                                                                            | Instenhäuser | 1832                                                                                                   | Nicht ermittelbar | 30392    | |
| 17527 (838)       | Jürgensallee 91 (Lage) | O   | Arbeiterwohnhaus, Reihenhaus                                                                            | Instenhäuser | 1832                                                                                                   | Nicht ermittelbar | 30392    | |
| 17526 (838)       | Jürgensallee 93 (Lage) | O   | Arbeiterwohnhaus, Reihenhaus                                                                            | Instenhäuser | 1832                                                                                                   | Nicht ermittelbar | 30392    | |
| 17525 (838)       | Jürgensallee 95 (Lage) | O   | Arbeiterwohnhaus, Reihenhaus                                                                            | Instenhäuser | 1832                                                                                                   | Nicht ermittelbar | 30392    | |
| 16272 (838)       | Jürgensallee 100 (Lage) | O   | Wohnhaus                                                                                                | | 1960, um; 2000, nach (Erweiterung, Umbau)                                                              | Nicht ermittelt | 30392    | BW |
| 16903 (838)       | Jürgensallee 102 (Lage) | O   | Arbeiterwohnhaus, Reihenhaus                                                                            | Instenhäuser | 1832                                                                                                   | Nicht ermittelbar | 30392    | |
| 17524 (838)       | Jürgensallee 104 (Lage) | O   | Arbeiterwohnhaus, Reihenhaus                                                                            | Instenhäuser | 1832                                                                                                   | Nicht ermittelbar | 30392    | |
| 17523 (838)       | Jürgensallee 106 (Lage) | O   | Arbeiterwohnhaus, Reihenhaus                                                                            | Instenhäuser | 1832                                                                                                   | Nicht ermittelbar | 30392    | |
| 17522 (838)       | Jürgensallee 108 (Lage) | O   | Arbeiterwohnhaus, Reihenhaus                                                                            | Instenhäuser | 1832                                                                                                   | Nicht ermittelbar | 30392    | |
| 17521 (838)       | Jürgensallee 112 (Lage) | O   | Arbeiterwohnhaus, Reihenhaus                                                                            | Instenhäuser | 1832                                                                                                   | Nicht ermittelbar | 30392    | |
| 17520 (838)       | Jürgensallee 114 (Lage) | O   | Arbeiterwohnhaus, Reihenhaus                                                                            | Instenhäuser | 1832                                                                                                   | Nicht ermittelbar | 30392    | |
| 17519 (838)       | Jürgensallee 116 (Lage) | O   | Arbeiterwohnhaus, Reihenhaus                                                                            | Instenhäuser | 1832                                                                                                   | Nicht ermittelbar | 30392    | |
| 17518 (838)       | Jürgensallee 118 (Lage) | O   | Arbeiterwohnhaus, Reihenhaus                                                                            | Instenhäuser | 1832                                                                                                   | Nicht ermittelbar | 30392    | |
| 17503 (838)       | Jürgensallee 120 (Lage) | O   | Arbeiterwohnhaus, Reihenhaus                                                                            | Instenhäuser | 1832                                                                                                   | Nicht ermittelbar | 30392    | |
| 17516 (838)       | Jürgensallee 122 (Lage) | O   | Arbeiterwohnhaus, Reihenhaus                                                                            | Instenhäuser | 1832                                                                                                   | Nicht ermittelbar | 30392    | |
| 17529 (838)       | Jürgensallee 124 (Lage) | O   | Arbeiterwohnhaus, Reihenhaus                                                                            | Instenhäuser | 1832                                                                                                   | Nicht ermittelbar | 30392    | |
| 16513 (1621)      | Kanzleistraße 2 (Lage) | O   | Wohnhaus                                                                                                | | 1880/90                                                                                                | | 30482    | BW |
| 16512             | Kanzleistraße 4 (Lage) | O   | Wohnhaus                                                                                                | | 1880/90                                                                                                | | 30482    | BW |
| 16498             | Kanzleistraße 4a (Lage) | O   | Werkstattgebäude                                                                                        | | 1880/90                                                                                                | | 30482    | BW |
| 16492             | Kanzleistraße 20 (Lage) | O   | Wohnwirtschaftsgebäude                                                                                  | | 1844, um                                                                                               | |          | BW |
| 17000 (1780)      | Kanzleistraße 63 (Lage) | O   | Wohnhaus                                                                                                | | 1911/1912                                                                                              | Wellermann, Alfred/Tauchnitz, Otto                                                                                       |          | |
| 30477 (1550)      | Karl-Jacob-Straße 1, 3, 5, 7, 9, 11, 13, 15, 17, 19, 21, 23, 25, 27, 29, 31 (Lage) | E   | Wohnhausgruppe (Einfamilienhäuser, Doppelhäuser)                                                        | Hermkes-Siedlung Karl-Jacob-Straße | 1950/51                                                                                                | Hermkes, Bernhard | 30477    | BW |
| 16497 (1550)      | Karl-Jacob-Straße 1 (Lage) | O   | Einfamilienhaus (Doppelhaushälfte)                                                                      | | 1951                                                                                                   | Hermkes, Bernhard | 30477    | BW |
| 16496 (1550)      | Karl-Jacob-Straße 3 (Lage) | O   | Einfamilienhaus (Doppelhaushälfte)                                                                      | | 1951                                                                                                   | Hermkes, Bernhard | 30477    | BW |
| 16495 (1550)      | Karl-Jacob-Straße 5 (Lage) | O   | Einfamilienhaus (Doppelhaushälfte)                                                                      | | 1950/51                                                                                                | Hermkes, Bernhard | 30477    | BW |
| 16494 (1550)      | Karl-Jacob-Straße 7 (Lage) | O   | Einfamilienhaus (Doppelhaushälfte)                                                                      | | 1950/51                                                                                                | Hermkes, Bernhard | 30477    | BW |
| 16530 (1550)      | Karl-Jacob-Straße 9 (Lage) | O   | Einfamilienhaus (Doppelhaushälfte)                                                                      | | 1950/51                                                                                                | Hermkes, Bernhard | 30477    | BW |
| 16532 (1550)      | Karl-Jacob-Straße 11 (Lage) | O   | Einfamilienhaus (Doppelhaushälfte)                                                                      | | 1950/51                                                                                                | Hermkes, Bernhard | 30477    | BW |
| 16507 (1550)      | Karl-Jacob-Straße 13 (Lage) | O   | Einfamilienhaus (Doppelhaushälfte)                                                                      | | 1951                                                                                                   | Hermkes, Bernhard | 30477    | BW |
| 13449 (1550)      | Karl-Jacob-Straße 15 (Lage) | O   | Einfamilienhaus (Doppelhaushälfte)                                                                      | | 1951                                                                                                   | Hermkes, Bernhard | 30477    | BW |
| 13448 (1550)      | Karl-Jacob-Straße 17 (Lage) | O   | Einfamilienhaus (Doppelhaushälfte)                                                                      | | 1951                                                                                                   | Hermkes, Bernhard | 30477    | BW |
| 13447 (1550)      | Karl-Jacob-Straße 19 (Lage) | O   | Einfamilienhaus (Doppelhaushälfte)                                                                      | | 1951                                                                                                   | Hermkes, Bernhard | 30477    | BW |
| 13446 (1550)      | Karl-Jacob-Straße 21 (Lage) | O   | Einfamilienhaus (Doppelhaushälfte)                                                                      | Haus Hermkes | 1950/51                                                                                                | Hermkes, Bernhard | 30477    | BW |
| 13445 (1550)      | Karl-Jacob-Straße 23 (Lage) | O   | Einfamilienhaus (Doppelhaushälfte)                                                                      | | 1950/51                                                                                                | Hermkes, Bernhard | 30477    | BW |
| 13444 (1550)      | Karl-Jacob-Straße 25 (Lage) | O   | Einfamilienhaus (Doppelhaushälfte)                                                                      | | 1950/51                                                                                                | Hermkes, Bernhard | 30477    | BW |
| 13443 (1550)      | Karl-Jacob-Straße 27 (Lage) | O   | Einfamilienhaus (Doppelhaushälfte)                                                                      | | 1950/51                                                                                                | Hermkes, Bernhard | 30477    | BW |
| 13442 (1550)      | Karl-Jacob-Straße 29 (Lage) | O   | Einfamilienhaus (Doppelhaushälfte)                                                                      | | 1950/51                                                                                                | Hermkes, Bernhard | 30477    | BW |
| 16535 (1550)      | Karl-Jacob-Straße 31 (Lage) | O   | Einfamilienhaus (Doppelhaushälfte)                                                                      | | 1950/51                                                                                                | Hermkes, Bernhard | 30477    | BW |
| 17029 (1123)      | Kurt-Küchler-Straße 40 (Lage) | O   | Mehrfamilienhaus                                                                                        | | 1920er Jahre                                                                                           | |          | |
| 29416 (1179)      | Lünkenberg 1 (Lage) | O   | Villa; Einfriedung                                                                                      | Villa Hüniken, Gebäude sowie Mauer und Tore zur Straße | 1880, um (1876–1882, zwischen)                                                                         | |          | |
| 16499             | Lünkenberg 14 (Lage) | O   | Wohnhaus (mit Werkstatt)                                                                                | | 1818; 1910 (Umbau); 1919 (Umbau)                                                                       | |          | BW |
| 29417 (1172)      | Lünkenberg 17 (Lage) | O   | Gärtnerhaus/Verwalterhaus; Einfriedung                                                                  | Gärtnerhaus der Villa Hüniken mit Einfriedungsmauer | 1880, um (1876–1882, zwischen)                                                                         | |          | |
| 16949             | Manteuffelstraße 3a (Lage) | O   | Einfamilienhaus                                                                                         | | 1938                                                                                                   | Hermann, Carl |          | BW |
| 29906             | Manteuffelstraße 20 (Lage) | O   | Kaserne (Schulanlage (Bundeswehr))                                                                      | Ensemble Clausewitz-Kaserne (ehem. Hauptstandort des Luftgaukommandos IX, später Führungsakademie der Bundeswehr), mit Hauptstabsgebäude, zwei die Zufahrt flankierenden Dienst- und Wachgebäuden, Wirtschaftsgebäude mit Kantine und anderen erhaltenen historischen Gebäuden | 1937/38; 1941; 1958, ab (Umnutzung und Erweiterung für Führungsakademie der Bundeswehr)                | |          | BW |
| 29402             | Mühlenberg 33 (Lage) | O   | Wohnhaus                                                                                                | Gebäude mit Einfriedung | 1900, um                                                                                               | Niese, Carl |          | BW |
| 17447             | Mühlenberg 53 (Lage) | O   | Wohnhaus                                                                                                | | 1890, um                                                                                               | |          | BW |
| 16525 (717)       | Nienstedtener Marktplatz 1 (Lage) | O   | Wohnwirtschaftsgebäude (Fachhallenhaus); u. a.                                                          | Haus Ladiges | 19. Jh.                                                                                                | | 30450    | BW |
| 16515             | Nienstedtener Marktplatz 11 (Lage) | O   | Wohnwirtschaftsgebäude (Fachhallenhaus)                                                                 | | 18./19. Jh.                                                                                            | |          | BW |
| 17048 (1296)      | Nienstedtener Marktplatz 29 (Lage) | O   | Wohnhaus                                                                                                | | 19. Jh., spätes                                                                                        | |          | |
| 16528             | Nienstedtener Marktplatz o.Nr. (Lage) | O   | Denkmal, Gedenkstein                                                                                    | | 1900, um                                                                                               | |          | BW |
| 16526 (1613)      | Nienstedtener Straße 18 (Lage) | O   | Warteschule                                                                                             | | 1912                                                                                                   | |          | |
| 30440             | Quellental 10, 12, 14 (Lage) | E   | | Quellental 10-14 | | | 30440    | BW |
| 16962             | Quellental 10 (Lage) | O   | Wohnhaus                                                                                                | | 1890er Jahre                                                                                           | | 30440    | BW |
| 16504             | Quellental 12 (Lage) | O   | Wohnhaus                                                                                                | | 1890                                                                                                   | | 30440    | BW |
| 16503             | Quellental 14 (Lage) | O   | Wohnhaus                                                                                                | | 1890er Jahre                                                                                           | | 30440    | BW |
| 30436             | Quellental 17, 17a, 17b, 19, 19a, 19b (Lage) | E   | | Quellental 17-19b | | | 30436    | |
| 17033 (1359)      | Quellental 17 (Lage) | O   | Wohngebäude (Wohnterrasse)                                                                              | | 1905, um                                                                                               | | 30436    | BW |
| 16952 (1359)      | Quellental 17a (Lage) | O   | Wohngebäude (Wohnterrasse)                                                                              | | 1905, um                                                                                               | | 30436    | BW |
| 16475 (1359)      | Quellental 17b (Lage) | O   | Wohngebäude (Wohnterrasse)                                                                              | | 1905, um                                                                                               | | 30436    | BW |
| 16951 (1359)      | Quellental 19 (Lage) | O   | Wohngebäude (Wohnterrasse)                                                                              | | 1905, um                                                                                               | | 30436    | BW |
| 16950 (1359)      | Quellental 19a (Lage) | O   | Wohngebäude (Wohnterrasse)                                                                              | | 1905, um                                                                                               | | 30436    | BW |
| 16474 (1359)      | Quellental 19b (Lage) | O   | Wohngebäude (Wohnterrasse)                                                                              | | 1905, um                                                                                               | | 30436    | BW |
| 30439             | Quellental 21, 25 (Lage) | E   | | Schule Quellental | | | 30439    | weitere Bilder |
| 16961 (1701)      | Quellental 21 (Lage) | O   | Wohnhaus (Direktorenwohnhaus; Schulnebengebäude)                                                        | | 1884/85                                                                                                | | 30439    | |
| 16960 (1701)      | Quellental 25 (Lage) | O   | Schule                                                                                                  | | 1884/85                                                                                                | | 30439    | |
| 16959             | Quellental 36 (Lage) | O   | Gaststätte; Garten                                                                                      | | 1890er Jahre                                                                                           | Nicht ermittelt | 30392    | BW |
| 30438             | Quellental 42, 44, 46 (Lage) | E   | | Quellental 42, 44, 46 | | | 30438    | BW |
| 16958 (1911)      | Quellental 42, 44 (Lage) | O   | Wohnhaus (Doppelhaus)                                                                                   | | 1868–1870, zwischen                                                                                    | Nicht ermittelbar | 30438    | |
| 16957             | Quellental 46 (Lage) | O   | Wohnhaus (Doppelhaus)                                                                                   | | 1868–1870, zwischen                                                                                    | Nicht ermittelbar | 30438    | BW |
| 29401             | Quellental 65 (Lage) | O   | Villa                                                                                                   | Haus und Garten | 1911/12                                                                                                | Gerson, Hans/Gerson, Oskar                                                                                               |          | BW |
| 17534             | Quellental westlich von Nr. 36 (Lage) | O   | Schalthäuschen                                                                                          | | 1910er Jahre                                                                                           | Nicht ermittelt | 30392    | BW |
| 17004 (818)       | Schliemannstraße 13 (Lage) | O   | Einfamilienhaus                                                                                         | | 1921                                                                                                   | Höger, Fritz |          | BW |
| 29454             | Schulkamp 3 (Lage) | O   | Schulanlage                                                                                             | Schulanlage mit Schulgebäude, Anbau und Turnhalle | 1881; 1900 (Anbau); 1912 (Turnhalle)                                                                   | |          | weitere Bilder |
| 16531             | Sieberlingstraße 6 (Lage) | O   | Wohnhaus                                                                                                | | 1890er Jahre                                                                                           | | 30449    | BW |
| 17036 (878)       | Sieberlingstraße 7 (Lage) | O   | Schule, Dorfschule (Wohnhaus (nach Umbau))                                                              | | 19. Jh., Mitte                                                                                         | | 30449    | weitere Bilder |
| 17034 (884)       | Sieberlingstraße 10 (Lage) | O   | Wohnhaus                                                                                                | | 1860/70er Jahre                                                                                        | | 30449    | |
| 17037 (934)       | Söbendieken 3 (Lage) | O   | Villa                                                                                                   | | 1906                                                                                                   | |          | |
| 29418 (1217)      | Stauffenbergstraße 4 (Lage) | O   | Villa; Einfriedung                                                                                      | Villa mit Einfriedung | 1895 (vermutl.)                                                                                        | |          | |
| 16955             | Stauffenbergstraße 13 (Lage) | O   | Villa                                                                                                   | | 1900, um                                                                                               | |          | BW |
| 17050             | Thunstraße 15 (Lage) | O   | Wohnhaus                                                                                                | | 1960er Jahre                                                                                           | |          | BW |
| 17049             | Winckelmannstraße 27 (Lage) | O   | Wohnhaus                                                                                                | | 1974                                                                                                   | Streb, Martin |          | BW |